# Cala de la Creu
La Creu és una cala rocosa a l'extrem nord-oest del nucli antic de la vila de l'Escala, a l'Alt Empordà, entre el Rec del Molí i la Platja de l'Escala, sota el puig i el barri del Pedró. Encarada a tramuntana s'hi varen bastir uns petits magatzems o barraques de pescadors i unes rampes per a avarar petites naus i per a l'embarcament. El nom prové d'una creu de terme ja desapareguda.